# Om Gud vill
Om Gud vill är en svensk film från 2006.

## Handling
Filmen handlar om den ensamma Juan (Amir Chamdin) i 1970-talets Sverige som träffar den nästan lika ensamma Juli (Nina Persson). Deras möten blir en räddning i bådas vardag men det kompliceras av att Juan är gift.

## Om filmen
Om Gud vill regisserades av Amir Chamdin och Erik Eger, vilka även skrivit filmens manus tillsammans med Martina Stöhr. Filmen är Amir Chamdins långfilmsdebut som regissör.

## Rollista (urval)
- Nina Persson - Juli
- Amir Chamdin - Juan
- Janne "Loffe" Carlsson - David
- Hassan Brijany - Giuseppe
- Georgi Staykov - Joro
- Sunil Munshi - Jean-Claude
- Alexander Karim - Mohammed
- Claes Hartelius - Chef på bostadsförmedling